# Algebra AF
Algebra AF (od ang. approximately finite-dimensional) – C*-algebra A zawierająca wstępujący ciąg skończenie wymiarowych pod-C*-algebr (Bn) (tj. Bn ⊆ Bn + 1 dla każdej liczby naturalnej n), których suma jest gęsta w A, tzn.
{\displaystyle \textstyle A={\overline {\bigcup _{n=1}^{\infty }B_{n}}}.}
Intuicyjnie, AF algebry to C*-algebry, które lokalnie wyglądają jak skończenie wymiarowe C*-algebry. Algebry AF są ważną klasą C*-algebr ze względu na fakt, że są klasyfikowalne przez K-teorię.

## Charakteryzacja algebr AF
Dla ośrodkowej C*-algebry A następujące warunki są równoważne:
1. A jest algebrą AF,
2. A jest granicą prostą ciągu skończenie wymiarowych C*-algebr,
3. dla każdego zbioru skończonego {a1, a2, ..., an} ⊆ A oraz każdego ε > 0 istnieje taka skończenie wymiarowa C*-algebra B ⊆ A oraz elementy {b1, b2, ..., bn} ⊆ B, że

{\displaystyle \|a_{j}-b_{j}\|\leqslant \varepsilon \;\;(j\leqslant n).}

## Podstawowe własności
Wprost z definicji, każda algebra AF jest ośrodkowa. Jako granice proste algebr skończenie wymiarowych, które są nuklearne, każda algebra AF jest również nuklearna. Podobnie, granice proste, ilorazy i iloczyny tensorowe algebr AF są również AF. Pod-C*-algebry algebr AF na ogół nie są AF, jednak dziedziczne podalgebry algebr AF są AF.
Brown udowodnił, że jeżeli
{\displaystyle 0\to I\to A\to B\to 0}
jest krótkim ciągiem dokładnym C*-algebr oraz I i B są AF, to również A jest AF.
Jeżeli A i B są takimi dwiema C*-algebrami, że
{\displaystyle A\otimes {\mathcal {K}}\cong B\otimes {\mathcal {K}},}
gdzie K oznacza C*-algebrę operatorów zwartych na ℓ2 oraz A jest AF, to B jest również AF. Rzeczywiście, A ⊗ K jest AF, a więc również B ⊗ K. Algebra B jest jednak izomorficzna z dziedziczną podalgebrą B ⊗ K, więc jest AF.

## Przykłady

### Algebra operatorów zwartych na ośrodkowej przestrzeni Hilberta
Najprostszym przykładem algebry AF jest algebra K operatorów zwartych na ℓ2. Jest ona wyznaczona przez ciąg inkluzji
{\displaystyle M_{1}(\mathbb {C} )\subset M_{2}(\mathbb {C} )\subset M_{3}(\mathbb {C} )\subset M_{4}(\mathbb {C} )\ldots }
Diagramem Bratellego algebry operatorów zwartych jest więc
{\displaystyle 1\to 2\to 3\to 4\to 5\to \ldots }
Także algebrę K1 operatorów zwartych na ℓ2 z dołączoną jedynką można uzyskać w podobny sposób rozważając ciąg
{\displaystyle B_{n}=\mathbb {C} \oplus M_{n}(\mathbb {C} )\;\;\;(n\geqslant 1)}
oraz *-homomorfizmy φn: Bn → Bn+1 określone wzorami
{\displaystyle x\oplus {\begin{pmatrix}x_{11}&\ldots &x_{1j}\\\vdots &\ddots &\vdots \\x_{j1}&\ldots &x_{jj}\end{pmatrix}}\;\;{\stackrel {\varphi _{n}}{\longmapsto }}\;\;x\oplus {\begin{pmatrix}x_{11}&\ldots &x_{1j}&0\\\vdots &\ddots &\vdots \vdots \\x_{j1}&\ldots &x_{jj}&0\\0&\ldots &0&x\end{pmatrix}}.}
Odpowiadającym diagramem Bratellego w tej sytuacji jest
{\displaystyle {\begin{array}{c}1&\to &1&\to &1&\to &1&\to &1&\ldots \\&\searrow &&\searrow &&\searrow &&\searrow &&\\1&\to &2&\to &3&\to &4&\to &5&\ldots \end{array}}}

### Algebra stowarzyszona z ciągiem Fibonacciego
Niech f0, f1, f3, ... będzie ciągiem Fibonacciego, tj. f0 = f1 = 1 oraz fn = fn-1 + fn-2 dla n ≥ 2. Niech ponadto
{\displaystyle A_{n}=M_{f_{n}}(\mathbb {C} )\oplus M_{f_{n-1}}(\mathbb {C} )\;\;\;(n\geqslant 1)}
oraz dane będą *-homomorfizmy φn: An → An+1 określone wzorami
{\displaystyle \varphi _{n}{\big (}(x,y){\big )}={\big (}{\begin{pmatrix}x&0\\0&y\end{pmatrix}},x{\big )}.}
Granica prosta ciągu (An, φn) jest algebrą AF, której grupa K0 jest izomorficzna z
{\displaystyle \mathbb {Z} +\gamma \mathbb {Z} ,}
gdzie γ oznacza złoty podział.
Inną ważną klasą algebr AF są tzw. algebry UHF.